# Eivör Live
Albums de Eivør Pálsdóttir
Mannabarn 
 Human Child
(2007) Larva
(2010)
Eivör Live est le septième album de la chanteuse féroïenne Eivør Pálsdóttir. Il est sorti en 2009 et rassemble des chansons extraites de différents concerts enregistrés de 2004 à 2009 au Japon, en Autriche, en Allemagne, au Danemark, en Islande et aux Îles Féroé. C'est à la fois un hommage à son public et aux musiciens qui l'ont accompagnée durant ces cinq années et une rétrospective de sa jeune carrière, avant un changement de style annoncé.

## Liste des titres
| No  | Titre                  | Durée |
| --- | ---------------------- | ----- |
| 1.  | Mín móðir              | 4:34  |
| 2.  | Where are the angels   | 6:15  |
| 3.  | Frostrósir             | 4:18  |
| 4.  | Sum sólja og bøur      | 4:26  |
| 5.  | Nature boy             | 5:29  |
| 6.  | Rura barnið            | 8:28  |
| 7.  | Nú brennur tú í mær    | 7:24  |
| 8.  | When I think of angels | 3:40  |
| 9.  | Saknur                 | 4:01  |
| 10. | Mær leingist           | 3:38  |
| 11. | Sveitin milli sanda    | 3:49  |
| 12. | Må solen alltid skina  | 4:24  |
| 13. | Summertime             | 5:37  |
| 14. | The house              | 5:49  |
| 15. | Do not weep            | 5:09  |
| 16. | Death is not the end   | 3:25  |